# Salomon Müller
Salomon Müller (7 april 1804 in Heidelberg - 29 december 1864 in Freiburg im Breisgau) was een Duitse zoöloog, die in dienst van het 's Rijksmuseum van Natuurlijke Historie van Leiden onderzoek deed in Nederlands Oost-Indië en Nieuw Guinea aan vogels en zoogdieren.

## Biografie

### Jeugd en opleiding
Salomon Müller werd geboren als zoon van een zadelmaker en herbergier in Heidelberg. Hij kreeg lager onderwijs en nam privéles in het Latijn. In 1823 bezocht hij colleges in de zoölogie aan de Universiteit van Heidelberg. Hij was daar overigens niet officieel ingeschreven. In zijn vrije tijd werkte hij als jager op vogels en werkte als preparateur. Hij zette vogels op of maakte balgen.
Hij ontmoette in de herberg van zijn ouders de jonge wetenschappers Heinrich Boie en Heinrich Christian Macklot. Heinrich Boie was sinds 1817 conservator zoölogie aan de universiteit van Heidelberg en Macklot had daar in 1822 zijn doctorstitel gehaald. Beiden waren door Coenraad Jacob Temminck benaderd om onderzoek te gaan doen in Nederlands Oost-Indië. Boie en Macklot ontdekten het talent van Salomon Müller voor het bemachtigen en prepareren van vogels en zorgden ervoor dat Salomon ook mee mocht met deze expeditie.

### Expedities door Nederlands Oost-Indië
In december 1825 kreeg hij officieel zijn aanstelling tot lid van de Natuurkundige Commissie en kon mee als verzamelaar en taxidermist om de collectie van het Leidse museum uit te breiden met objecten uit in Oost-Indië.  Op 6 juni 1826 kwamen zij in Java aan. Tot 1828 verzamelde hij met deze groep planten en dieren op Java en daarna weer in 1831. Van 1828 tot en met 1829 was hij deelnemer aan een van de eerste expedities naar Nieuw-Guinea. Deze expeditie ging door de Molukken naar de zuidkust van Papoea en West-Papoea en terug via Timor. Van 1833 tot en met 1835 reisde hij door westelijk en midden Sumatra.
In 1837 had hij aldus 6500 balgen van vogels, 700 skeletten, 150 vogelnesten en 400 vogeleieren verzameld, daarnaast ook nog zoogdieren, vissen, reptielen, planten en mineralen. Hij beschikte over een uitstekende gezondheid want gedurende zijn reizen door Indonesië (1826-1837) overleden vier van zijn naaste collega's aan malaria: Heinrich Boie, Gerrit van Raalten, Alexander Zippelius en Pieter van Oort. Heinrich Christian Macklot kwam om door gewelddadigheden tijdens een opstand. Van de 18 door de Natuurkundige Commissie naar Nederlandsch Indië uitgezonden onderzoekers kwamen er slechts zes levend terug.

### Terug in Europa
In 1837 kwam hij terug naar Nederland. Hij kreeg van de Universiteit van Heidelberg in absentia (bij afwezigheid) de doctorstitel en hij kreeg het Nederlands staatsburgerschap. Hij werkte van 1837 tot en met 1850 aan het beschrijven en catalogiseren van zijn omvangrijke collectie, samen met Hermann Schlegel.
De Natuurkundige Commissie werd in 1850 opgeheven en Müller vertrok naar Freiburg. Daar leidde hij een teruggetrokken bestaan en overleed in 1863.

### Zijn werk
Talrijke beschrijvingen van nieuwe soorten en geslachten zoals die van het geslacht Otocyon (grootoorvos) en Dendrolagus (boomkangoeroe) en de Tomistoma schlegelii (onechte gaviaal) zijn door Müller gemaakt; 5 vogelgenera en 46 vogelsoorten zijn door hem beschreven. 
Boeken:
- Salomon Müller: Bijdragen tot de kennis van Sumatra: bijzonder in geschiedkundig en ethnographisch opzigt. Hrsg. S. & J. Luchtmans, Leiden, 1846.
- Salomon Müller: Reizen en onderzoekingen in Sumatra: gedaan op last der Nederlandsche Indische regering, tusschen de jaren 1833 en 1838, door Dr. S. Müller en Dr. L. Horner. Hrsg. K. Fuhri, Gravenhage, 1855.
- Salomon Müller: Reizen en Onderzoekingen in Den Indischen Archipel: Gedaan Op Last der Nederlandsche Indische Regering, Tusschen de Jaren 1828 en 1836 Uitgave Frederik Muller, Amsterdam, 2 delen, 1857.
- Salomon Müller & Hermann Schlegel: Over de Krokodillen van den Indischen Archipel. – In: Coenraad Jacob Temminck: Verhandelingen over de Natuurlijke Geschiedenis der Nederlandsche Overzeesche Bezittingen door de leden der Natuurkundige Commissie in Indië en andere schrijvers. Uitgever: S. & J. Leuchtmans & C. C. van de Hoeck, Leiden, 1839-1844.